# Liste der Natura-2000-Gebiete im Regierungsbezirk Detmold
Liste aller Vogelschutzgebiete (VSG) im Regierungsbezirk Detmold, die gemäß der Vogelschutzrichtlinie der EU für europäische Vogelarten auszuweisen sind, sie werden zusammengefasst als NATURA-2000–Gebiete bezeichnet.

## Stadt Bielefeld
| Kennung     | Name                       | Fläche (ha) | Beschreibung |
| ----------- | -------------------------- | ----------- | ------------ |
| DE-3917-301 | Sparrenburg                | 6,06        |              |
| DE-4017-301 | Östlicher Teutoburger Wald | 5.303,59    |              |

## Kreis Gütersloh
| Kennung     | Name                                                | Fläche (ha) | Beschreibung |
| ----------- | --------------------------------------------------- | ----------- | ------------ |
| DE-3915-301 | Ruthebach, Laibach, Loddenbach, Nordbruch           | 473,89      |              |
| DE-3915-302 | Barrelpaeule                                        | 6,53        |              |
| DE-3915-303 | Tatenhauser Wald bei Halle                          | 176,99      |              |
| DE-4013-301 | Emsaue, Kreise Warendorf und Gütersloh              | 1.307,95    |              |
| DE-4017-301 | Östlicher Teutoburger Wald                          | 5.303,59    |              |
| DE-4115-302 | Stadtholz in Rheda                                  | 52,50       |              |
| DE-4116-401 | VSG Rietberger Emsniederung mit Steinhorster Becken | 928,00      |              |
| DE-4117-301 | Sennebäche                                          | 95,70       |              |
| DE-4117-302 | Holter Wald                                         | 313,76      |              |
| DE-4118-301 | Senne mit Stapelager Senne                          | 11.735,02   |              |
| DE-4118-401 | VSG Senne mit Teutoburger Wald                      | 15.359,68   |              |

## Kreis Herford
| Kennung     | Name                        | Fläche (ha) | Beschreibung |
| ----------- | --------------------------- | ----------- | ------------ |
| DE-3718-302 | Schloss Ulenburg            | 0,11        |              |
| DE-3817-301 | System Else/Werre           | 61,95       |              |
| DE-3818-301 | Salzquellen bei der Loose   | 6,21        |              |
| DE-3818-302 | Wald nördlich Bad Salzuflen | 211,76      |              |

## Kreis Höxter
| Kennung     | Name                                           | Fläche (ha) | Beschreibung |
| ----------- | ---------------------------------------------- | ----------- | --- |
| DE-4020-301 | Teiche am Steinheimer Holz                     | 2,89        | |
| DE-4120-301 | Emmeroberlauf und Beberbach                    | 131,09      | |
| DE-4120-304 | Nieheimer Tongrube                             | 13,84       | |
| DE-4120-305 | Buchenwald bei Bellenberg                      | 94,91       | |
| DE-4121-302 | Schwalenberger Wald                            | 2.720,83    | |
| DE-4121-303 | Kloster Marienmünster (Kreis Höxter)           | 0,53        | |
| DE-4122-301 | Räuschenberg                                   | 3.123,00    | |
| DE-4219-301 | Egge                                           | 94,91       | |
| DE-4219-302 | Kiebitzteich                                   | 1,79        | Der Kiebitzteich ist ein Kalksumpf mit typischer Vegetation, der umgeben wird von Schilfröhrichten, Grauweidengebüschen und Birken/Zitterpappelvorwald. |
| DE-4219-303 | Wälder zwischen Iburg und Aschenhütte          | 181,56      | |
| DE-4220-301 | Satzer Moor                                    | 12,22       | |
| DE-4220-302 | Hinnenburger Forst mit Emder Bachtal           | 1.384,75    | |
| DE-4220-303 | Wenkenberg                                     | 26,23       | |
| DE-4221-301 | Stadtwald Brakel                               | 1.568,76    | |
| DE-4220-301 | Kalkmagerrasen bei Ottbergen                   | 77,98       | |
| DE-4221-304 | Franzmann-Haus in Brakel-Hembsen               | 0,02        | |
| DE-4222-301 | Buchenwälder der Weserhänge                    | 636,48      | |
| DE-4222-302 | Grundlose-Taubenborn                           | 73,14       | |
| DE-4222-303 | Bielenberg mit Stollen                         | 64,85       | |
| DE-4222-304 | Rathaus Höxter                                 | 0,04        | |
| DE-4319-305 | FFH-Gebiet Stollen Bahnlinie Kassel-Altenbeken | 0,21        | |
| DE-4320-301 | Hirschstein                                    | 77,07       | |
| DE-4320-302 | Gradberg                                       | 779,03      | |
| DE-4320-303 | Kalkmagerrasen bei Willebadessen               | 46,23       | |
| DE-4320-305 | Nethe                                          | 734,11      | |
| DE-4320-306 | Talbach östlich Niesen                         | 95,46       | |
| DE-4320-307 | Quellgebiet Bockskopf                          | 22,46       | |
| DE-4321-301 | Kalkmagerrasen bei Dalhausen                   | 32,65       | |
| DE-4321-303 | Lebersiek südlich Dalhausen                    | 22,80       | |
| DE-4321-304 | Wandelnsberg                                   | 106,97      | |
| DE-4322-303 | Hannoversche Klippen                           | 23,77       | |
| DE-4322-304 | Wälder um Beverungen                           | 972,25      | |
| DE-4419-301 | Schwarzbachtal                                 | 219,77      | |
| DE-4419-303 | Bleikuhlen und Wäschebachtal                   | 71,06       | |
| DE-4419-401 | VSG Egge                                       | 7.164,02    | |
| DE-4420-301 | Hellberg-Scheffelberg                          | 90,47       | Das NSG Hellberg-Scheffelberg ist ein großer Kalk-Buchenwald mit orchideenreichen und wärmeliebenden Ausbildungen                                       |
| DE-4420-302 | Asseler Wald                                   | 136,51      | |
| DE-4420-303 | Kalkmagerrasen bei Ossendorf                   | 50,00       | |
| DE-4421-302 | Schwiemelkopf                                  | 69,04       | |
| DE-4421-303 | Desenberg                                      | 3,17        | |
| DE-4422-306 | Samensberg                                     | 9,54        | |
| DE-4520-301 | Weldaer Berg und Mittelberg                    | 75,16       | |
| DE-4520-302 | Iberg bei Welda                                | 25,35       | |
| DE-4521-302 | Kalkmagerrasen bei Calenberg und Herlinghausen | 22,42       | |

## Kreis Lippe
| Kennung     | Name                                              | Fläche (ha) | Beschreibung |
| ----------- | ------------------------------------------------- | ----------- | ------------ |
| DE-3818-301 | Salzquellen bei der Loose                         | 6,21        |              |
| DE-3818-302 | Wald nördlich Bad Salzuflen                       | 211,76      |              |
| DE-3819-301 | Rotenberg, Bärenkopf, Habichtsberg und Wihupsberg | 380,61      |              |
| DE-3918-301 | Hardisser Moor                                    | 29,43       |              |
| DE-3919-302 | Begatal                                           | 493,44      |              |
| DE-4017-301 | Östlicher Teutoburger Wald                        | 5.303,59    |              |
| DE-4018-301 | Donoperteich-Hiddeser Bent                        | 107,98      |              |
| DE-4021-301 | Emmertal                                          | 351,25      |              |
| DE-4021-302 | Schildberg                                        | 123,65      |              |
| DE-4021-303 | Wälder bei Blomberg                               | 1.378,28    |              |
| DE-4118-301 | Senne mit Stapelager Senne                        | 11.735,02   |              |
| DE-4118-303 | Strotheniederung                                  | 93,87       |              |
| DE-4118-401 | VSG Senne mit Teutoburger Wald                    | 15.359,68   |              |
| DE-4119-301 | Externsteine                                      | 124,92      |              |
| DE-4119-302 | Eggeosthang mit Lippischer Velmerstot             | 142,49      |              |
| DE-4119-303 | Silberbachtal mit Ziegenberg                      | 138,74      |              |
| DE-4119-305 | Hohlsteinhöhle                                    | 0,03        |              |
| DE-4119-306 | Bielsteinhöhle mit Lukenloch                      | 18,86       |              |
| DE-4120-303 | Beller Holz                                       | 461,10      |              |
| DE-4120-305 | Buchenwald bei Bellenberg                         | 94,91       |              |
| DE-4121-301 | Salkenbruch                                       | 284,78      |              |
| DE-4121-302 | Schwalenberger Wald                               | 2.720,83    |              |
| DE-4219-301 | Egge                                              | 3.123,00    |              |

## Kreis Minden-Lübbecke
| Kennung     | Name                                                | Fläche (ha) | Beschreibung |
| ----------- | --------------------------------------------------- | ----------- | ------------ |
| DE-3417-301 | Oppenweher Moor                                     | 471,51      |              |
| DE-3417-471 | VSG Oppenweher Moor                                 | 471,51      |              |
| DE-3516-301 | Stemweder Berg                                      | 268,08      |              |
| DE-3516-302 | Grabensystem Tiefenriede                            | 15,40       |              |
| DE-3517-301 | Schnakenpohl                                        | 6,61        |              |
| DE-3517-302 | Große Aue                                           | 231,16      |              |
| DE-3517-303 | Kirche in Rahden mit Wochenstube des Großen Mausohr | 0,06        |              |
| DE-3518-301 | Weißes Moor                                         | 45,56       |              |
| DE-3518-302 | Osterwald                                           | 112,63      |              |
| DE-3519-401 | VSG Weseraue                                        | 2.743,84    |              |
| DE-3618-301 | Großes Torfmoor, Altes Moor                         | 605,36      |              |
| DE-3618-302 | Mindenerwald                                        | 519,68      |              |
| DE-3618-401 | VSG Bastauniederung                                 | 2.500,83    |              |
| DE-3619-301 | Heisterholz                                         | 467,85      |              |
| DE-3717-301 | Limberg                                             | 172,70      |              |
| DE-3718-301 | Stollen Oberlübbe, Elfter Kopf                      | 7,64        |              |
| DE-3719-301 | Wälder bei Porta Westfalica                         | 1.472,67    |              |
| DE-3719-302 | Unternammerholz                                     | 79,16       |              |
| DE-3817-301 | System Else/Werre                                   | 61,95       |              |
| DE-3819-302 | Auf dem Bockshorn                                   | 28,15       |              |

## Kreis Paderborn
| Kennung     | Name                                                | Fläche (ha) | Beschreibung |
| ----------- | --------------------------------------------------- | ----------- | ------------ |
| DE-4116-401 | VSG Rietberger Emsniederung mit Steinhorster Becken | 928,00      |              |
| DE-4117-301 | Sennebäche                                          | 95,70       |              |
| DE-4118-301 | Senne mit Stapelager Senne                          | 11.735,02   |              |
| DE-4118-401 | VSG Senne mit Teutoburger Wald                      | 15.359,68   |              |
| DE-4216-302 | Scheelenteich                                       | 2,87        |              |
| DE-4218-301 | Tallewiesen                                         | 49,77       |              |
| DE-4218-302 | Langenbergteich                                     | 1,61        |              |
| DE-4219-301 | Egge                                                | 3.123,00    |              |
| DE-4219-304 | Stollen am großen Viadukt westlich Altenbeken       | 0,41        |              |
| DE-4317-302 | Rabbruch und Osternheuland                          | 586,09      |              |
| DE-4317-303 | Heder mit Thüler Moorkomplex                        | 450,23      |              |
| DE-4318-301 | Ziegenberg                                          | 74,28       |              |
| DE-4319-301 | Eselsbett und Schwarzes Bruch                       | 127,28      |              |
| DE-4319-302 | Sauerbachtal Bülheim                                | 48,73       |              |
| DE-4319-304 | Kalkfelsen bei Grundsteinheim                       | 6,86        |              |
| DE-4415-401 | VSG Hellwegbörde                                    | 48.353,91   |              |
| DE-4416-302 | Eringerfelder Wald und Prövenholz                   | 396,97      |              |
| DE-4417-301 | Tuffstein bei Büren                                 | 0,17        |              |
| DE-4417-302 | Wälder bei Büren                                    | 1.231,50    |              |
| DE-4417-303 | Afte                                                | 126,47      |              |
| DE-4419-301 | Schwarzbachtal                                      | 219,77      |              |
| DE-4419-303 | Bleikuhlen und Wäschebachtal                        | 71,06       |              |
| DE-4419-304 | Marschallshagen und Nonnenholz                      | 1.528,81    |              |
| DE-4419-401 | VSG Egge                                            | 7.164,02    |              |
| DE-4517-301 | Wälder und Quellen des Almetals                     | 472,79      |              |
| DE-4517-303 | Leiberger Wald                                      | 1.864,05    |              |
| DE-4518-305 | Bredelar, Stadtwald Marsberg und Fürstenberger Wald | 2.650,14    |              |